# Ил Бароне (Козенца)
Ил Бароне је насеље у Италији у округу Козенца, региону Калабрија.
Према процени из 2011. у насељу је живело 25 становника. Насеље се налази на надморској висини од 312 м.